# Semjon Alexandrowitsch Warlamow
Semjon Alexandrowitsch Warlamow (russisch Семён Александрович Варламов; englische Transkription: Semyon Aleksandrovich Varlamov; * 27. April 1988 in Kujbyschew, Russische SFSR) ist ein russischer Eishockeytorwart. Seit Juli 2019 spielt er für die New York Islanders in der National Hockey League. Mit der russischen Nationalmannschaft gewann er bei der Weltmeisterschaft 2012 die Goldmedaille.

## Karriere
Semjon Warlamow wuchs im russischen Samara auf und erlernte dort auch das Eishockeyspiel. Er wechselte zu Lokomotive Jaroslawl und konnte dort auch mit herausragenden Leistungen auf sich aufmerksam machen.

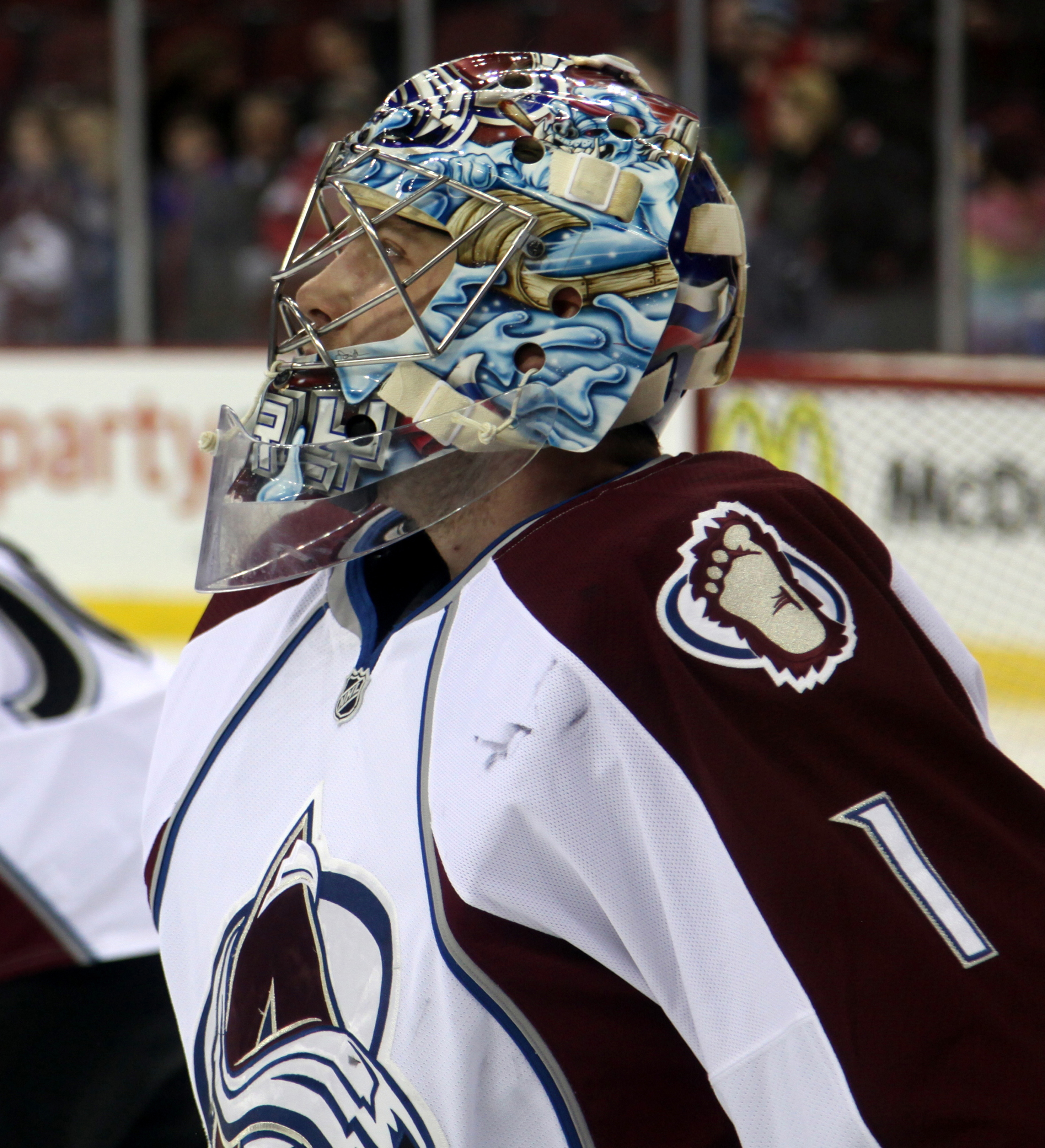
Warlamow im Trikot der Colorado Avalanche (2014)

Beim NHL Entry Draft 2006 wurde Warlamow in der ersten Runde an insgesamt 23. Position von den Washington Capitals ausgewählt. Am 11. Juli 2007 unterschrieb der Russe einen Dreijahres-Einstiegsvertrag bei den Capitals. Zu Beginn der Saison 2008/09 entschied sich Warlamow für einen Wechsel nach Nordamerika. Er kam überwiegend für Washingtons Farmteam Hershey Bears zum Einsatz. Sein erstes Spiel in der National Hockey League absolvierte der Torwart am 13. Dezember 2008 bei einer Partie der Capitals gegen die Montréal Canadiens. Insgesamt kam Warlamow auf sechs NHL-Einsätze während der regulären Saison. In den Play-offs 2009 verdrängte er José Théodore als Washingtons Stammtorhüter. Der Russe absolvierte insgesamt 13 Play-off-Spiele, dabei gelangen ihm zwei Shutouts.
Die NHL-Saison 2009/10 begann Warlamow als zweiter Torwart hinter Théodore. Nach einer Leistenverletzung wurde er zu den Hershey Bears geschickt, um nach seiner Verletzung Spielpraxis zu sammeln. Im März 2010 holten ihn die Capitals wieder in ihren Kader. In der Endrunde 2010 verlor Théodore erneut seinen Stammplatz an Warlamow und erhielt keinen neuen Vertrag. In der Saison 2010/11 wurde Michal Neuvirth als Stammtorhüter der Capitals vorgestellt. Warlamow absolvierte in dieser Saison 27 Spiele in der regulären Saison, war aber nach einer weiteren Leistenverletzung hinter Neuvirth und Braden Holtby nur noch Washingtons dritter Torwart.
Am 1. Juli 2011 wurde er in einem Tauschhandel für ein Erstrunden-Wahlrecht im NHL Entry Draft 2012 und einem Zweitrunden-Wahlrecht im Entry Draft 2012 oder 2013 zur Colorado Avalanche transferiert. In Colorado entwickelte sich der Russe in der Folge zum unumstrittenen Stammtorhüter. Aufgrund des NHL-Lockouts war er im Herbst 2012 für Lokomotive Jaroslawl aus der Kontinentalen Hockey-Liga aktiv.
Anfang Juli 2019 unterzeichnete er als Free Agent einen Vierjahresvertrag bei den New York Islanders, der ihm ein durchschnittliches Jahresgehalt von fünf Millionen US-Dollar einbringen soll. Seinen Platz als Stammtorhüter dort verlor er allerdings in der Spielzeit 2021/22 an seinen Landsmann Ilja Sorokin.

### International
Semjon Warlamow vertrat die russische Nationalmannschaft erstmals bei den U18-Junioren-Weltmeisterschaften 2005 und 2006. Mit der U20-Nationalmannschaft nahm er zudem an den U20-Junioren-Weltmeisterschaften 2006 und 2007 teil. Bei beiden U20-Wettbewerben gewann Warlamow die Silbermedaille.
Für Russlands Herren-Nationalmannschaft nahm er an den Olympischen Winterspielen 2010 teil, war allerdings hinter Jewgeni Nabokow und Ilja Brysgalow nur dritter Torwart und kam zu keinem Einsatz. Bei der anschließenden Weltmeisterschaft 2010 erspielte er sich mit der russischen Mannschaft nach einer Finalniederlage gegen die tschechische Auswahl die Silbermedaille und absolvierte dabei fünf Spiele. In der Folge wurde er mit der Sbornaja 2012 Weltmeister, wobei Warlamow keines seiner acht Spiele verlor, ehe er auch bei Olympia 2014 debütierte. Des Weiteren vertrat er sein Heimatland beim World Cup of Hockey 2016.

## Erfolge und Auszeichnungen
- 2014 NHL Second All-Star Team

### International
- 2006 Silbermedaille bei der U20-Junioren-Weltmeisterschaft
- 2007 Silbermedaille bei der U20-Junioren-Weltmeisterschaft
- 2010 Silbermedaille bei der Weltmeisterschaft
- 2012 Goldmedaille bei der Weltmeisterschaft

## Karrierestatistik
Stand: Ende der Saison 2024/25

### International
Vertrat Russland bei:
| - U18-Junioren-Weltmeisterschaft 2005 - U20-Junioren-Weltmeisterschaft 2006 - U18-Junioren-Weltmeisterschaft 2006 - U20-Junioren-Weltmeisterschaft 2007 - Olympischen Winterspielen 2010 | - Weltmeisterschaft 2010 - Weltmeisterschaft 2012 - Olympischen Winterspielen 2014 - World Cup of Hockey 2016 |

(Legende zur Torhüterstatistik: GP oder Sp = Spiele insgesamt; W oder S = Siege; L oder N = Niederlagen; T oder U oder OT = Unentschieden oder Overtime- bzw. Shootout-Niederlage; Min. = Minuten; SOG oder SaT = Schüsse aufs Tor; GA oder GT = Gegentore; SO = Shutouts; GAA oder GTS = Gegentorschnitt; Sv% oder SVS% = Fangquote; EN = Empty Net Goal; 1 Play-downs/Relegation; Kursiv: Statistik nicht vollständig)